# Walther Kolbe (Politiker)
Walther Kolbe (* 27. Dezember 1899 in Wien; † 25. Dezember 1953 in Mainz) war ein deutscher Politiker der CDU. Er war Abgeordneter der zweiten Legislaturperiode des Deutschen Bundestags.

## Leben
Kolbe besuchte von 1910 bis 1917 das Franz-Josef-Realgymnasium in Wien. Nach dem Abschluss nahm er am Ersten Weltkrieg teil und studierte anschließend von 1918 bis 1921 Philosophie. Während seines Studiums wurde er 1918 Mitglied der Burschenschaft Germania Wien. Anschließend studierte er von 1921 bis 1924 Staatswissenschaften und promovierte 1925 mit einer Arbeit über Hegels Sozialphilosophie. In den Jahren 1924 und 1925 arbeitete er für die Deutsche Studentenschaft und für den Deutschen Hochschulring in Berlin. Außerdem arbeitete er während dieser Zeit als Volontär bei Siemens-Schuckert und anschließend als Sekretär des Präsidenten des Deutschen Schutzbundes. Nach 1930 unternahm er bis 1933 verschiedene Auslandsreisen, unter anderem hielt er sich zu Studienzwecke in den Vereinigten Staaten auf. Ab 1934 war er Verbandsgeschäftsführer der Industrieverbände in der Metallwaren- und der Elektroindustrie. Auch nach Ende des Zweiten Weltkrieges behielt er diese Tätigkeiten bei. Seit 1950 war der Geschäftsführer des Arbeitskreises für industrielle Formgebung im Bundesverband der Deutschen Industrie sowie des Rates für Formgebung.

## Politik
Kolbe beantragte am 30. September 1937 die Aufnahme in die NSDAP und wurde rückwirkend zum 1. Mai desselben Jahres aufgenommen (Mitgliedsnummer 4.834.061). Er gehörte später dem Deutschen Bundestag seit der Bundestagswahl 1953, bei der er über die Landesliste von Nordrhein-Westfalen gewählt wurde, bis zu seinem Tode an. Er war ordentliches Mitglied im Ausschuss für Fragen der Presse, des Rundfunks und des Films. Er starb Ende Dezember 1953, für ihn rückte am 4. Januar 1954 Emmi Welter in den Bundestag nach.